# Baby (obwód brzeski)
Baby (biał. Бабы; ros. Бабы) – wieś na Białorusi, w obwodzie brzeskim, w rejonie łuninieckim, w sielsowiecie Kożangródek, nad Cną i przy granicy Rezerwatu Krajobrazowego Środkowa Prypeć.